# Zemi
Der Begriff Zemi oder Cemi stammt aus dem Raum der Karibik.
Er bezeichnet Objekte, gefertigt aus Holz, Stein oder Muscheln, die die Götter und Heroen der Einheimischen darstellen sollen. Man spricht diesen Objekten sowie auch ihren Ausgangsmaterialien dabei besondere magische Kräfte zu. So sollen sie, dem Grab beigelegt, über die Seelen der Toten wachen. Überdies sollen sie die Fruchtbarkeit fördern, wenn sie auf Felder gelegt werden.